# Транему (комуна)
Комуна Транему (швед. Tranemo kommun) — адміністративно-територіальна одиниця місцевого самоврядування, що розташована в лені Вестра-Йоталанд у південно-західній Швеції.
Транему 143-а за величиною території комуна Швеції. Адміністративний центр комуни — місто Транему.

## Населення
Населення становить 11 573 чоловік (станом на вересень 2012 року). 
| Кількість населення комуни Транему за 1970-2010 роки | Кількість населення комуни Транему за 1970-2010 роки | Кількість населення комуни Транему за 1970-2010 роки | Кількість населення комуни Транему за 1970-2010 роки | Кількість населення комуни Транему за 1970-2010 роки |
| ---------------------------------------------------- | ---------------------------------------------------- | ---------------------------------------------------- | ---------------------------------------------------- | ---------------------------------------------------- |
| Рік                                                  |                                                      |                                                      | Населення                                            |                                                      |
| 1970                                                 | 1970                                                 |                                                      | 11 587                                               | 11 587                                               |
| 1975                                                 | 1975                                                 |                                                      | 11 786                                               | 11 786                                               |
| 1980                                                 | 1980                                                 |                                                      | 12 413                                               | 12 413                                               |
| 1985                                                 | 1985                                                 |                                                      | 12 233                                               | 12 233                                               |
| 1990                                                 | 1990                                                 |                                                      | 12 462                                               | 12 462                                               |
| 1995                                                 | 1995                                                 |                                                      | 12 354                                               | 12 354                                               |
| 2000                                                 | 2000                                                 |                                                      | 12 037                                               | 12 037                                               |
| 2005                                                 | 2005                                                 |                                                      | 11 804                                               | 11 804                                               |
| 2010                                                 | 2010                                                 |                                                      | 11 587                                               | 11 587                                               |
| Джерело: SCB                                         |                                                      |                                                      |                                                      |                                                      |

## Населені пункти
Комуні підпорядковано 10 міських поселень (tätort) та низка сільських, більші з яких:
- Транему (Tranemo)
- Ліммаред (Limmared)
- Ленґгем (Länghem)
- Дальсторп (Dalstorp)
- Ґрімсос (Grimsås)
- Амбйорнарп (Ambjörnarp)
- Юнґсарп (Ljungsarp)

## Галерея

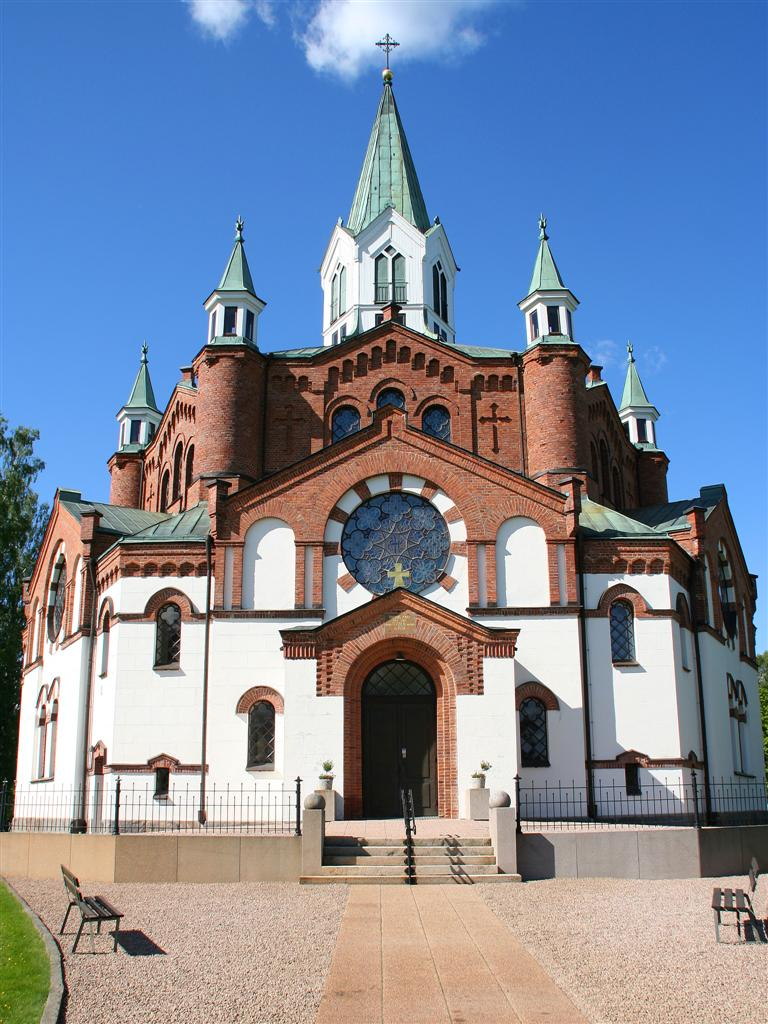
Церква (Транему)
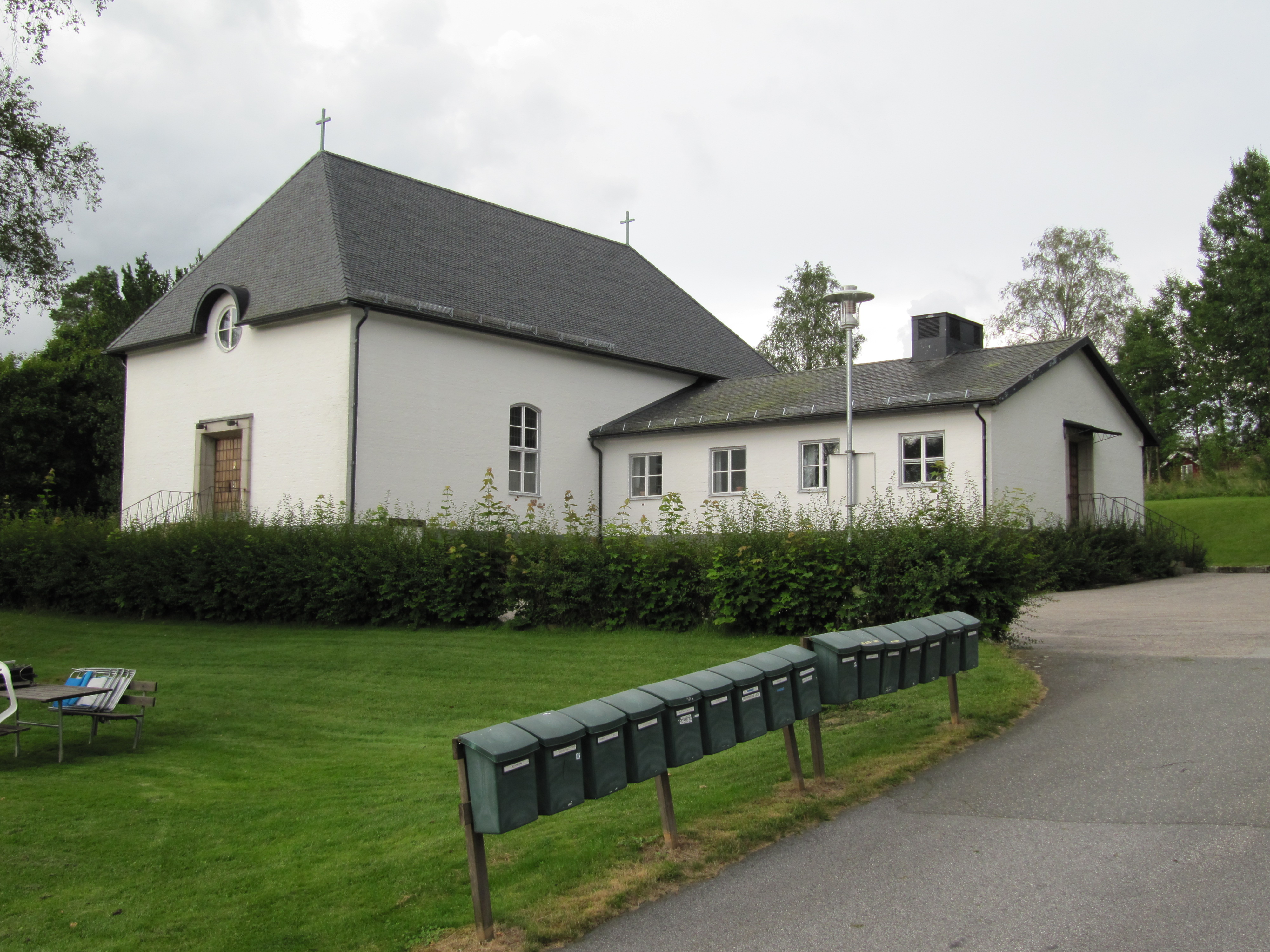
Церква (Ліммаред)
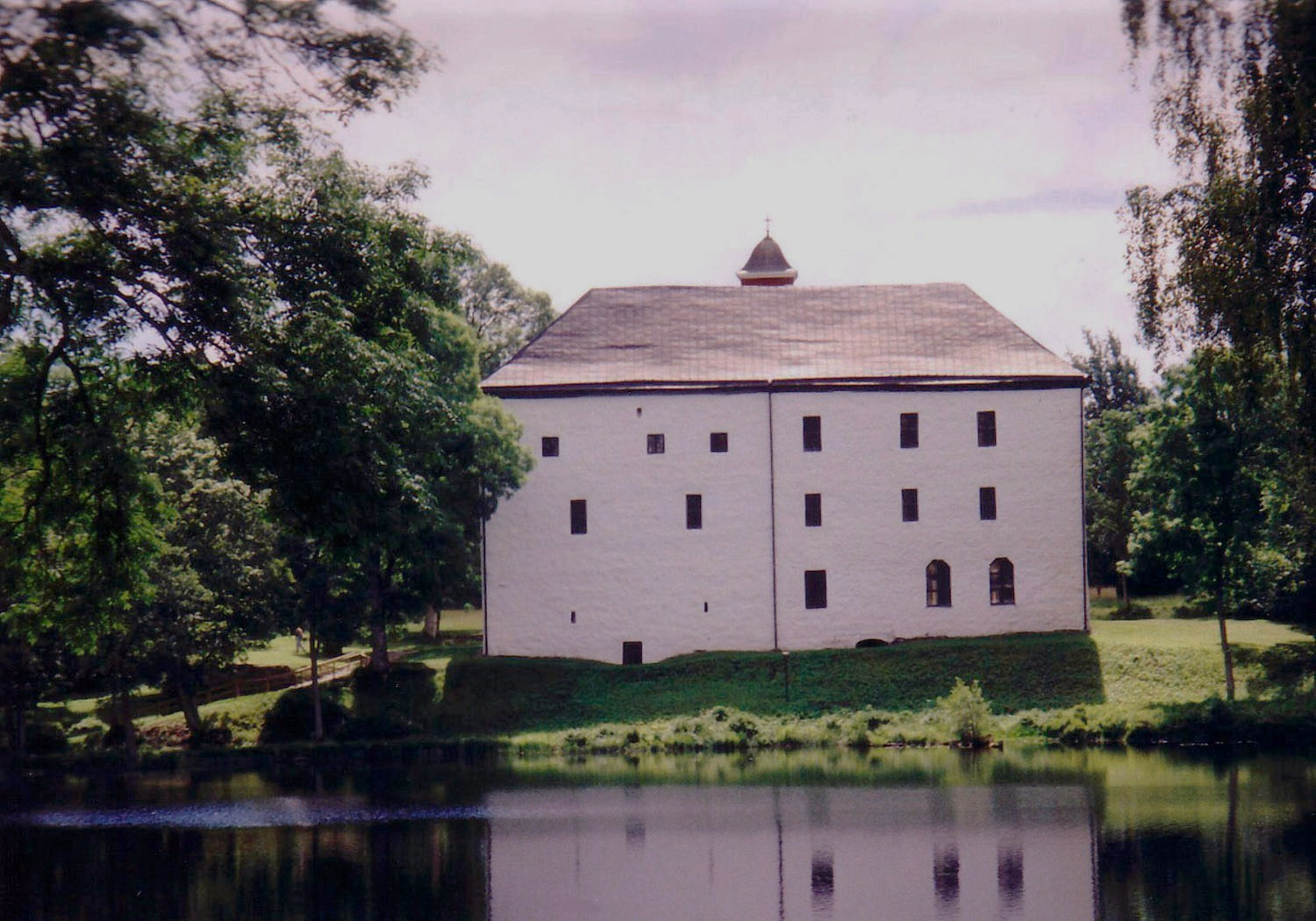
Замок Турпа

## Виноски
1. ↑  Folkmangd i riket, lan och kommuner (шв.) . Центральне бюро статистики Швеції. Архів оригіналу за 20 серпня 2013. Процитовано 23 лютого 2013.